# Serviciul de Informații Externe
Il Serviciul de Informații Externe, noto con la sigla di SIE è, al fianco del SRI, uno dei servizi segreti della Romania. La legge 1/1998 lo definisce come "il corpo dello stato specializzato nell'intelligence estera riguardante questioni di sicurezza nazionale e la salvaguardia della Romania e dei suoi interessi".
Il SIE svolge i propri compiti tenendo conto della Costituzione della Romania, delle leggi dello stato, delle decisioni del Consiglio Supremo di Difesa del Paese (CSAT) e dei regolamenti militari. Le attività del SIE sono coperte dal segreto di stato. Le fonti dell'intelligence, le modalità e i mezzi utilizzati per il compimento delle missioni non possono essere rivelati in nessuna circostanza. La diffusione di queste informazioni è vietata e punibile a termini di legge.
Il SIE è autorizzato, secondo le condizioni specificate dalla legge, a sviluppare ed utilizzare i mezzi più appropriati per ottenere, controllare, valutare, conservare e proteggere informazioni relative alla sicurezza nazionale. Ha, inoltre, il diritto di chiedere ed ottenere da terze parti (autorità pubbliche rumene, società private, altri enti giuridici e privati cittadini) informazioni o documenti necessari allo svolgimento delle proprie missioni.